# 甘國衛
甘國衛（英語：Sam Kam Kwok Wai，1958年10月20日—），是無綫電視1970至1980年代電視藝員，現為佛學講師及廣東粵曲導師。他在1980年代接觸佛學與粵曲文化。1990年代逐漸轉型為講師，淡出幕前。2005年開班教授粵曲演唱技巧。

## 背景
甘國衛於澳門出生，早年在爐石塘近新馬路一帶的住宅居住，七至八歲移居香港生活。他有五姊一弟，兩歲起在婦聯托兒所就讀幼稚園。此後每年都轉校，因為父親經常往來深水埗與澳門工作，想與甘見面。沒有人在身邊時刻照顧的甘唯有往返兩地兼入讀多間學校，直至1972年才完全留在香港就學，就讀萃華英文書院中三年級。甘曾就讀澳門培正中學及萃華英文書院（1975年中五、土瓜灣北帝街分校）。在校時經常參與校內話劇組戲劇活動。另外，也擔任學生會會長、班長以及國術組組長數職。中學畢業後，父親希望甘任職恒生銀行職員。結果甘父透過人事關係，把求職信直接放到何善衡的辦公桌，令甘獲得聘用。於是甘國衛在旺角奶路臣街分行當了兩年銀行櫃台職員。同時會參加香港話劇團的演出。後來徐廣林為他索取電視台藝員訓練班表格，他便在1977年報讀第七期無綫電視藝員訓練班，同期同學計有鄺佐輝、鞠覺亮、曾偉明、高俊文等學員。
1978年畢業後，甘國衛開始參演電視劇集，同期被程乃根發掘兼任報幕員（包括廣告、預告、紀錄片等，至1990年代轉職無綫電視幕後廣告組專門負責此部分）。甫出道已被安排出演《一劍鎮神州》中「皇甫極」一角，自此多飾演奸角。1981年被調入《歡樂今宵》製作組。1982年，他隨粵劇琴師劉兆榮學習曲藝由1980年代起，推出過多張粵語小曲與粵曲大碟。1987年為了推廣粵劇藝術，成立了「聖峯唱片」，以發掘有關方面的人才，並以重新編曲方式推出粵曲作品。而他之所以會對粵劇產生興趣源於喜歡文千歲的唱腔。及後，他與妻子、藝員王愛明、陳維英等人在香港北角經營素食酒家。現時，甘除了主持講座、從事廣告製作或主辦其他活動宣揚佛教外，還在新界元朗經營食肆「喜慶素食」。他亦皈依已故香港菩提學會會長永惺法師（釋永惺）座下和創立「佛教法音傳播中心」。
近年和妻子朱壁汶去各區社會會堂表演、和陳維英、鄧汝超、林道權等藝人是表演拍檔
。

## 家庭生活
甘國衛有兩段婚姻。他於1984年基於性格不合而與首任妻子分居，1987年辦理離婚手續。其第二任妻子是前無綫電視藝員朱璧汶（原名朱小寶），二人婚後育有一名兒子甘子昂。

## 演出作品
*以下列表只記錄甘國衛演出過的影視作品，若有遺漏，請協助補充相關資料。

### 電視劇（無綫電視）
| 首播   | 名稱           | 角色     | 備註                 |
| 1978年 | 三及第         | 馬子祥   |                      |
| 1979年 | 刀神           | 柳若松   |                      |
| 1979年 | 英雄無淚       | 卓青     |                      |
| 1979年 | 楚留香         | 小潘     |                      |
| 1979年 | 網中人         | 岑守業   |                      |
| 1979年 | 一劍鎮神州     | 皇甫極   |                      |
| 1980年 | 歡樂群英       | 永勝隆   |                      |
| 1980年 | 發現灣         | 巫國良   |                      |
| 1980年 | 千王之王       | 陳大文   |                      |
| 1980年 | 亂世兒女       | 戴振邦   |                      |
| 1980年 | 上海灘龍虎鬥   | 石非龍   |                      |
| 1981年 | 迷離世界       | 明       | 單元：《心魔》       |
| 1981年 | 刺青           | 燕玉樓   |                      |
| 1981年 | 烽火飛花       | 丁玉如   |                      |
| 1981年 | 佛山贊先生     | 馬二     |                      |
| 1981年 | 未了情         | 朱執信   |                      |
| 1981年 | 紅顏           | 史傳義   |                      |
| 1981年 | 英雄出少年     | 悟淨     |                      |
| 1982年 | 癲鳳狂龍       | 王雱     |                      |
| 1982年 | 男子漢         |          |                      |
| 1982年 | 天龍八部       | 游坦之   |                      |
| 1982年 | 十三太保       | 朱邪真   |                      |
| 1982年 | 萬水千山總是情 | 話劇演員 |                      |
| 1982年 | 星塵           | 蘇登     |                      |
| 1983年 | 射鵰英雄傳     | 趙志敬   |                      |
| 1983年 | 冤鬼再見       |          |                      |
| 1983年 | 神鵰俠侶       | 趙志敬   |                      |
| 1984年 | 天師執位       | 金玉棠   |                      |
| 1984年 | 笑傲江湖       | 曲洋     |                      |
| 1984年 | 鹿鼎記         | 德格勒   |                      |
| 1984年 | 鐵面包公       | 陳世美   |                      |
| 1985年 | 江湖浪子       | 南宮宇   |                      |
| 1985年 | 錯體姻緣       | 高達     |                      |
| 1985年 | 碧血劍         | 多爾袞   |                      |
| 1985年 | 夜驚魂         | 綺君情人 | 於《歡樂今宵》內播出 |
| 1985年 | 楚河漢界       | 范增     |                      |
| 1985年 | 雪山飛狐       | 飛天狐狸 |                      |
| 1986年 | 流氓大亨       | 检控官   |                      |
| 1986年 | 真命天子       | 審食其   |                      |
| 1987年 | 天龍神劍       | 公孫冷傲 |                      |
| 1987年 | 書劍恩仇錄     | 陳正德   |                      |
| 1990年 | 大唐名捕       | 宋軒     |                      |

### 電視劇（其他）
| 首播   | 名稱            | 角色       | 備註     |
| 1983年 | 香港香港 ‧ 蒼生 | 廟街占卜師 | 香港電台 |
| 2003年 | 萬家燈火        | 唐滿高     | 亞洲電視 |
| 2019年 | 婚內情          | 律師       | ViuTV    |
| 2019年 | 娛樂風雲        | 陳律師     | ViuTV    |

### 電影
- 1986年：心動
- 1988年：群鶯亂舞 飾 三少/榮哥
- 1988年：鬼馬保鑣賊美人
- 1988年：警察故事續集 飾 馮總裁私人助理

## 參與節目
- 1979年：羊城賀歲萬家歡（演出、無綫電視）
- 1987年：婦女新姿（與胡美儀合演折子戲）[15]
- 1987年：K-100（嘉賓、無綫電視）
- 1981至1989年：歡樂今宵（「1988國際華妹小姐競選」及其他演出環節、主持）
- 1989年：羊城賀歲萬家歡（演出、無綫電視）
- 2008年：金曲蜜蜜唱（嘉賓、有線娛樂台）
- 2010年：阿湘講戲（嘉賓、廣東廣播電視台）
- 2015年：ATV這一家（嘉賓；第31集、亞洲電視）
- 2019年：流行經典50年（嘉賓；第9及19集、無綫電視）
- 2020年：流行經典50年（嘉賓；第5集、無綫電視）

## 專輯
- 1987年：月鏡重圓
- 1988年：龍鳳呈祥 ‧ 財神爺獻寶
- 1990年：金牌小曲
- 1991年：金牌小曲第二輯
- 1991年：恭賀新禧
- 1996年：佛教曲精選
- 2001年：卡拉OK 第三輯 月鏡重圓
- 2001年：甘國衛.胡美儀卡拉OK
- 2002年：粵劇名曲卡拉OK
- 2002年：風行賀年卡拉OK
- 2003年：甘國衛佛教粵曲專輯 1
- 2005年：風行經典戲寶卡拉OK：十二欄杆十二釵，孔雀東南飛
- 2007年：劇名曲 卡拉OK第三輯 絕情谷底俠侣情 靈台夜訪
- 2008年：甘國衛，陳慧思群星演唱會
- 2008年：桃花扇 夜訪媚香樓 朝宗別香君

## 著作
- 2014年：《甘國衛細說人生系列（一）幸福美滿快樂人生》

## 外部連結
- 甘國衛的新浪微博
- 甘國衛在香港影庫上的簡介